# Червен бряг
 За общината вижте община Червен бряг.  За други значения вижте Червен бряг (пояснение).
Червѐн бряг  (изписване до 1945 година: Червенъ брѣгъ) е град в Северна България, административен център на община Червен бряг, област Плевен. По данни на ГРАО към 15 септември 2023 г. в града живеят 12 489 души по настоящ адрес и 14 295 души по постоянен адрес.

## География
Червен бряг е разположен на границата между Предбалкана и централната част от Дунавската равнина – Оряховската и Белослатинската равнини, на десния бряг на река Искър и нейния приток река Златна Панега.
Градът се намира на 13 km от Луковит, на 25 km от Кнежа, на 35 km от Ябланица, на 55 km от областния център Плевен, на 58 km от Тетевен, на 70 km от Ботевград и на 137 km от столицата София.
В покрайнините на града се намира природен парк Голеж.

## История
Районът е населен преди повече от 7000 години, за което свидетелстват находки от неолитни селища.
Село Червен бряг е споменато за пръв път в османски данъчен регистър от 1430 година като Джервен брег. В средата на XVI век е регистрирано в османски документи като село Добролък, тимар от каза Мроморница. През XVI век е документирано и в регистъра за войнуци към каза Нийболу като село Червен бряг. Тогавашното селище се намира в местността „Езерото“, на 1 км южно от града, където и до днес се прави оброк на Св. Илия. 
Името на селището идва от червеникавата глина, добивана край него.
Съвременният град е създаден през 1899 година от Иво Попович и Марко Марков на 3 километра западно от селото като гара на строящата се железопътна линия София – Варна и през следващите години се превръща в оживен пазар за зърнени храни, домашни животни, пашкули и други земеделски произведения. С Указ №402 по доклад на министър-председателя Андрей Ляпчев от 26 юни 1929 година гара Червен бряг получава статут на град. Към него е присъединено и старото село Червен бряг, днес 5-и квартал – Източна зона.
В края на 60-те години край града е изграден голям военен завод за производство на бронирани машини – Машиностроителен комбинат „Девети май“, по-късно „Бета“ АД. След края на Студената война заводът ограничава дейността си и през 2009 година фалира.

## Управление
Градът е център на община Червен бряг, която обхваща 485 km² и включва 14 селища, включително 2 града и 12 села.
Местни избори
- 1991 – Тошко Тодоров печели на втори тур с 52%.
- 1995 – Тошко Тодоров (Предизборна коалиция БСП, БЗНС Александър Стамболийски, ПК Екогласност) печели на първи тур с 53% срещу Стефан Стефанов (СДС).
- 1999 – Стоян Стоянов (СДС) печели на втори тур с 53% срещу Тошко Тодоров (БСП, БЗС „Александър Стамболийски -1899“, ПП „Съюз за Отечеството“).
- 2003 – Румен Пенков (независим) печели на втори тур с 51% срещу Тошко Тодоров (Коалиция за България).
- 2007 – Инж. Данаил Вълов (независим) печели на втори тур срещу Тошко Тодоров.
- 2011 – Павлин Фильовски (ГЕРБ) печели на втори тур срещу инж. Данаил Вълов (независим).
- 2015 – Инж. Данаил Вълов (независим) печели на втори тур срещу инж. Георги Георгиев (ГЕРБ). 2019 г. Данаил Вълов е обвиняем и отстранен от длъжността.[3]
- 2019 – д-р Цветан Костадинов (ГЕРБ) печели на втори тур срещу инж. Данаил Вълов (независим).
- 2023 – Атанас Атанасов (Свободни демократи) печели с 63% на втори тур срещу Цветан Костадинов (ГЕРБ).

## Икономика
На територията на общината развиват дейност 88 стопански субекта. Има девет по-големи дружества с държавен или частен капитал, 29 кооперативни с търговска и производствена дейност, 40 земеделски кооперации и сдружения, 4 общински фирми, 11 приватизирани фирми, цехове и поделения на външни за общината фирми. Успоредно с тях своята производствена и търговска дейност извършват 1434 частни фирми, от които 953 в Червен бряг и 481 в кметствата.
По-значителните производствени предприятия са:
- „Калинел“ – Шивашко преприятие, произвеждащо продукти за IKEA, най-големият работодател на територията на община Червен бряг
- „Палфингер Продукционстехник България“ – компоненти за кранове
- „Боряна“ – мъжки и дамски горни трикотажни облекла за износ за Западна Европа (предимно Германия)
- СД „Сирена – Пешев и Сие“ – машиностроително предприятие
- „ИТТ Австрия“ – Машиностроително предприятие
- „Ета.БГ“ – интернет и кабелна телевизия.

## Инфраструктура
Червен бряг е най-близката и най-удобната гара, свързваща районите на Тетевен, Луковит, Оряхово, Бяла Слатина и част от Ботевградско с главната железопътната линия София-Варна. Тук от нея се отделят второстепенната линия Червен бряг – Златна панега, а в миналото и закритата Червен бряг – Оряхово.

## Култура
Иконостасът на храма „Свети Софроний Врачански“ е дело на дебърски майстори от рода Филипови,
В централната градска част се намира паметник на Васил Левски. Читалище „Н. Й. Вапцаров“ развива разнообразна културно-просветна дейност. Ежегодно в началото на септември се провежда Червенобрежки панаир – 3 дни с разнообразни културни, музикални и спортни събития. За 100-годишнината на града е написана песен по текст на Тончо Русев и в изпълнение на Веселин Маринов.
Състезанията за Купата на Червен бряг по волейбол и футбол се провеждат по време на празника на града. Отборите по хокей на трева „Локомотив Червен бряг“ за 12 и 14-годишни са ръководени от Николай Илиев.
Червен бряг е побратимен с град Таганрог, Русия.
На територията на общината има много категоризирани исторически обекти – паметници на културата от местно значение:
- паметни плочи – 98;
- археологически обекти – 131;
- архитектурно-скулптурни паметници – 35.

## Известни личности
- Маргарита Лилова – българска и австрийска оперна певица и вокален педагог, мецосопран
- Цветан Банов – барабанист, рок група „Диана Експрес“
- Калин Врачански – актьор
- Десислав Данчев – музикант, група „Мастило“
- Любен Дилов – писател фантаст
- Николай Кънчев – журналист, водещ на предаванията „Стани богат“, „Биг Брадър“ и „Голямото преследване“
- Полина Микова – национал и играч на НСА (София) по хокей на трева
- Любомир Нейков – актьор
- Анатолий Попов – редактор, списание „Хай клуб“
- Николай Симеонов – музикант, група „Мастило“
- Недко Солаков – художник.
- Диана Янкулова - журналист и водещ на предявяния в БНР
- Валентин Льонг - лекоатлет и музикант в група „Хера“.
- Христо Цветанов – волейболен национал
- Виктор Нинов – лекоатлет
- Дилян Димитров – футболист
- Митко Митков – футболист
- Румен Гечев – политик
- Карлос Насар – щангист
- Грета Ганчева – естрадна певица

## Галерия
- Пощата
- Храм „Св. Софроний Врачански“
- Гарата
- Хотел „Таганрог“